# Юніонтаун (Кентуккі)
Юніонтаун (англ. Uniontown) — місто (англ. city) в США, в окрузі Юніон штату Кентуккі. Населення — 929 осіб (2020).

## Географія
Юніонтаун розташований за координатами 37°46′24″ пн. ш. 87°55′56″ зх. д. / 37.77333° пн. ш. 87.93222° зх. д. (37.773409, -87.932225).  За даними Бюро перепису населення США в 2010 році місто мало площу 2,44 км², з яких 2,20 км² — суходіл та 0,24 км² — водойми.

## Демографія
Згідно з переписом 2010 року, у місті мешкали 1002 особи в 407 домогосподарствах у складі 261 родини. Густота населення становила 410 осіб/км².  Було 455 помешкань (186/км²).
Расовий склад населення:
| - 91,2 % — білих - 5,5 % — чорних або афроамериканців - 0,5 % — корінних американців - 0,1 % — азіатів |

До двох чи більше рас належало 2,1 %. Частка іспаномовних становила 1,3 % від усіх жителів.
За віковим діапазоном населення розподілялося таким чином: 27,6 % — особи молодші 18 років, 59,5 % — особи у віці 18—64 років, 12,9 % — особи у віці 65 років та старші. Медіана віку мешканця становила 35,8 року. На 100 осіб жіночої статі у місті припадало 97,6 чоловіків;  на 100 жінок у віці від 18 років та старших — 91,3 чоловіків також старших 18 років.
Середній дохід на одне домашнє господарство  становив 32 301 долар США (медіана — 24 150), а середній дохід на одну сім'ю — 40 752 долари (медіана — 30 250). За межею бідності перебувало 37,0 % осіб, у тому числі 55,9 % дітей у віці до 18 років та 9,1 % осіб у віці 65 років та старших.
Цивільне працевлаштоване населення становило 228 осіб. Основні галузі зайнятості: виробництво — 29,4 %, сільське господарство, лісництво, риболовля — 20,6 %, мистецтво, розваги та відпочинок — 14,9 %, роздрібна торгівля — 11,0 %.